# Rejon pałkiński
Rejon pałkiński (ros. Палкинский район) – jednostka administracyjna wchodząca w skład obwodu pskowskiego w Rosji.
Centrum administracyjnym rejonu jest osiedle typu miejskiego Pałkino. W granicach rejonu usytuowane są centra administracyjne wiejskich osiedli: Kaczanowo, Nowaja Usitwa, Wierniawino.